# Make It Rain (bài hát của Foy Vance)
"Make It Rain" là bài hát của nhạc sĩ người Bắc Ireland Foy Vance. Bài hát được Ed Sheeran thu âm vào năm 2014 để sử dụng làm nhạc nền của loạt phim truyền hình Sons of Anarchy.

## Phiên bản của Ed Sheeran
Bản thu của Ed Sheeran được sử dụng trong một tập thuộc mùa 7 của loạt chương trình truyền hình Sons of Anarchy. Sheeran là một người hâm nhiệt thành đối với âm nhạc trong chương trình và bày tỏ điều đó trên Twitter. Người sáng lập của chương trình (Kurt Sutter) đọc được dòng tweet và đề nghị Sheeran thu âm một bài hát nào đó cho loạt phim. Do thời điểm đó Sheeran đang lưu diễn với Foy Vance và biết bài "Make It Rain" của Vance có lời hợp với phim nên khi được Vance chấp thuận, Sheeran thu âm lại bài hát. Bài hát được sử dụng trong tập "Red Rose" phát vào ngày 2 tháng 12 năm 2014.

### Xếp hạng
| Bảng xếp hạng (2014-15)         | Vị trí cao nhất |
| ------------------------------- | --------------- |
| Úc (ARIA)                       | 26              |
| Canada (Canadian Hot 100)       | 27              |
| Cộng hòa Séc (Rádio Top 100)    | 41              |
| Pháp (SNEP)                     | 103             |
| Ireland (IRMA)                  | 58              |
| New Zealand (Recorded Music NZ) | 23              |
| Scotland (OCC)                  | 23              |
| Slovakia (Rádio Top 100)        | 47              |
| Anh Quốc (OCC)                  | 38              |
| Hoa Kỳ Billboard Hot 100        | 34              |